# En directo (álbum de Cicatriz)
En Directo es el último álbum (y único en directo) de la banda vitoriana de rock Cicatriz, grabado el 30 de diciembre de 1994 en Lakuntza, Navarra. Se mezcló el mes de marzo del año 1995 en los estudios De Lucas (San Sebastián) y Sintonía (Madrid).
De la formación que grabó el primer álbum solo participó el vocalista Natxo Etxebarrieta, pues el guitarrista José Arteaga murió en 1990 por una sobredosis de heroína, el bajista Pakito Rodrigo falleció meses antes de la grabación de En Directo debido al sida, y el batería Pedro Landatxe había abandonado la banda un tiempo antes para centrarse en su otro grupo, Anticuerpos. Goar Iñurrieta, en la banda desde 1987, fue el guitarrista; Diego Garay sustituyó a Pakito en el bajo, y Pedro Fernández hizo lo propio con Landatxe en la batería.
Goar Iñurrieta era un guitarrista que venía del heavy metal y, por ello, las canciones más punk del primer trabajo de la banda adquirieron con su llegada un sonido más metalero, tal y como se aprecia en este concierto.

## Lista de temas
1. Rock & Roll
2. Solo Otra Vez
3. Botes de humo
4. Wendy (tiene Vitoria)
5. Txota
6. En comisaría
7. La 204
8. Loco
9. Guerra en Colombia
10. El Quebrao
11. Una niebla gris
12. El cuello de pavo
13. Me gusta conducir
14. Desobediencia
15. Esto saldrá bien
16. Escupe
17. Aprieta el gatillo
18. Vicio en el servicio
19. Lola

## Personal

### Músicos
- Natxo Etxebarrieta - voz
- Goar Iñurrieta - guitarra y coros
- Diego Garay "Dieguillo" - bajo y coros
- Pedro Fernández - batería

### Técnicos
- Iñaki de Lucas - ingeniero de sonido
- José Binader - ingeniero de sonido
- Mikel González - mezclas
- Goar Iñurrieta - mezclas